# Избори за председника Украјине 2019.
Избори за председника Украјине 2019. одржани су у два круга 31. марта и 21. априла. За председника је изабран комичар Владимир Зеленски, који је у другом кругу убедљиво победио Петра Порошенка.
За ове изборе било је регистровано 44 кандидата, што је највећи број у историји Украјине.
Актуелни председник Петро Порошенко борио се за други мандат. Предизборна истраживања предвиђала су врло неизвесну борбу и, због великог броја кандидата, готово сигуран други круг гласања. Поред Порошенка, као могући фаворити истицани су Владимир Зеленски и Јулија Тимошенко, који су у предизборним анкетама били испред актуелног председника.
У првом кругу победио је Владимир Зеленски са нешто више од 30% гласова, док је друго место освојио Петро Порошенко са око 16% гласова. У другом кругу Зеленски је освојио више од 73% гласова.

## Резултати
| Кандидат                         | Странка            | Први круг  | Први круг | Други круг | Други круг |
| Кандидат                         | Странка            | Гласови    | %         | Гласови    | %          |
| -------------------------------- | ------------------ | ---------- | --------- | ---------- | ---------- |
| Владимир Зеленски                | Слуга народа       | 5.714.034  | 30,24     | 13.541.528 | 73,22      |
| Петро Порошенко                  | независни кандидат | 3.014.609  | 15,95     | 4.522.320  | 24,45      |
| Јулија Тимошенко                 | Отаџбина           | 2.532.452  | 13,40     |            |            |
| Јуриј Бојко                      | независни кандидат | 2.206.216  | 11,67     |            |            |
| Анатолиј Гриценко                | Грађанска позиција | 1.306.450  | 6,91      |            |            |
| Игор Смешко                      | независни кандидат | 1.141.332  | 6,04      |            |            |
| Олег Лашко                       | Радикална странка  | 1.036.003  | 5,48      |            |            |
| Олександр Вилкул                 | Опозициони блок    | 784.274    | 4,15      |            |            |
| Остали кандидати                 | 31 кандидат        | 933.794    | -         |            |            |
| неважећи гласови                 | неважећи гласови   | 222.947    | 1,18      | 427.161    | 2,31       |
| Укупно гласача                   | Укупно гласача     | 30.056.127 | 100       | -          | 100        |
| Излазност                        | Излазност          | 18.893.864 | 62,86     | 18.491.837 | 62,07      |
| Извор:Централна изборна комисија |                    |            |           |            |            |